# Flip Side Collection
Flip Side Collection（フリップ・サイド・コレクション）は、日本のヒップホップグループSOUL'd OUTのベストカップリングアルバム。2008年3月5日にSMEレコーズより発売された。

## 概要
デビューシングル「ウェカピポ」から「Starlight Destiny」までのシングルのカップリング曲全15曲を年代順に収録。
このアルバムには「第二章」と呼ばれる「MEGALOPOLIS PATROL」「TONGUE TE TONGUE」「COZMIC TRAVEL」の3か月連続リリース以降のカップリングは含まれていない。

## 収録曲
1. Diggy Diggy Diggy
2. HUNTER
3. S.O Magic
4. ディギーはトリッキー
5. 輪舞曲
6. After School
7. "P"
8. S.O Magic 2
9. ラジカルメッセージ 〜Culture Of Destruction〜
10. Picana
11. To All My Dearests
12. She's A Bad Mama Jama
13. DD弾
14. Betrayed Tha Sun
15. POSTMODERN